# Elenor Gordon
Elenor Gordon (n. 10 mai 1933, Hamilton⁠(d), Scoția, Regatul Unit – d. 5 iulie 2014, Wishaw, Scoția, Regatul Unit) a fost o înotătoare ce a reprezentat Regatul Unit al Marii Britanii și al Irlandei de Nord, medaliată olimpică. A participat la 3 ediții ale Jocurilor Olimpice (1948, 1952, 1956) în care a câștigat două medalii de bronz.